# Gladiolus praecostatus
Gladiolus praecostatus är en irisväxtart som beskrevs av Wessel Marais. Gladiolus praecostatus ingår i släktet sabelliljor, och familjen irisväxter. Inga underarter finns listade i Catalogue of Life.